# Бесцеховая структура управления
Бесцеховая структура управления (также функционально-процессная) — форма организации управления промышленным предприятием, при которой управление объектами в виде цехов заменяется управлением сквозными процессами, которые в совокупности составляют единый производственный процесс предприятия от начальной точки до конечного продукта. Таким образом, основным производственным подразделением предприятия является не цех, а участок. Руководит участком аппарат управления предприятием.
Управление процессами, предусмотренное в БСУ, рассматривается международной системой менеджмента качества ISO 9001-2015 как наиболее приемлемый метод управления производством в конкурентной рыночной среде и эта система утверждена как государственный стандарт России. 
БСУ обеспечивает на предприятии систему потока продукции, что создает необходимые предпосылки для постоянного роста производительности труда.

## История
Термин введен в связи с принятием Постановления Совета Министров СССР от 6 ноября 1958 г. «О введении на промышленных предприятиях бесцеховой структуры управления производством».
Однако в настоящее время термин «БСУ» приобрел второе значение, принципиально отличное от первого. Суть нового значения термина «БСУ» заключается в том, что данная структура предусматривает управление сквозными процессами, характерными для любого производства, а не отдельными, автономными подразделениями промышленного предприятия, независимо от их названия. Объединяет оба значения термина лишь факт отказа от слова «цех», но при этом в первом случае остается неизменным принцип управления объектами как обособленными подразделениями предприятия, а во втором — работает принцип управления процессами.
Процессное понимание системы управления утвердилось в России в начале текущего века в связи с активными поисками повышения эффективности управления в энергетике (в частности, в атомной). Подход широко применяется в электроэнергетике индустриально развитых стран, в то время как в России монопольное положение занимает цеховая форма управления предприятиями. Тем не менее, в настоящее время БСУ внедрена в некоторых российских электроэнергетических компаниях. Более того, универсальность принципов позволяет применять её на предприятиях различных отраслей, прежде всего, непрерывного цикла работы. В частности, бесцеховая форма внедрена на некоторых водоканалах России.
Широкому распространению бесцехового подхода в российской промышленности препятствует слабая информированность профессионального сообщества о принципах, содержании и особенностях этой структуры управления, минимум публикаций об опыте внедрения на промышленных предприятиях и результатах этого внедрения. 

## Состав
Бесцеховая структура в общем виде охватывает следующие процессы:
- оперативное управление оборудованием;
- обеспечение работоспособности оборудования;
- планирование и координация работ;
- техническое обслуживание и ремонт оборудования.

Указанные процессы объединяют все технологические переделы создания конечного продукта предприятия и устраняют фрагментарность управления производством, характерную для цеховой структуры управления.